# Новая Джегута
Новая Джегута (карач.-балк. Джангы Джёгетей) — аул в Усть-Джегутинском районе Карачаево-Черкесии. 
Центр муниципального образования Джегутинское сельское поселение.

## Население
| 2002 | 2010  | 2021  |
| ---- | ----- | ----- |
| 3718 | ↗4008 | ↗4084 |